# Олдем (округ, Кентукки)
О́лдем (англ. Oldham County) — округ в штате Кентукки, США. Официально образован в 1823 году. По состоянию на 2010 год, численность населения составляла 60 316 человек.

## География
По данным Бюро переписи США, общая площадь округа равняется 507,641 км2, из которых 484,330 км2 суша и 23,828 км2 или 4,700 % это водоёмы.

## Население
По данным переписи населения 2000 года в округе проживает 46 178 жителей в составе 14 856 домашних хозяйств и 12 196 семей. Плотность населения составляет 94,00 человек на км2. На территории округа насчитывается 15 541 жилых строений, при плотности застройки около 32,00-х строений на км2. Расовый состав населения: белые — 93,62 %, афроамериканцы — 4,21 %, коренные американцы (индейцы) — 0,21 %, азиаты — 0,44 %, гавайцы — 0,01 %, представители других рас — 0,55 %, представители двух или более рас — 0,97 %. Испаноязычные составляли 1,30 % населения независимо от расы.
В составе 44,10 % из общего числа домашних хозяйств проживают дети в возрасте до 18 лет, 71,50 % домашних хозяйств представляют собой супружеские пары проживающие вместе, 7,80 % домашних хозяйств представляют собой одиноких женщин без супруга, 17,90 % домашних хозяйств не имеют отношения к семьям, 14,90 % домашних хозяйств состоят из одного человека, 4,80 % домашних хозяйств состоят из престарелых (65 лет и старше), проживающих в одиночестве. Средний размер домашнего хозяйства составляет 2,85 человека, и средний размер семьи 3,17 человека.
Возрастной состав округа: 27,40 % моложе 18 лет, 6,90 % от 18 до 24, 33,10 % от 25 до 44, 25,60 % от 45 до 64 и 25,60 % от 65 и старше. Средний возраст жителя округа 37 лет. На каждые 100 женщин приходится 114,00 мужчин. На каждые 100 женщин старше 18 лет приходится 117,90 мужчин.
Средний доход на домохозяйство в округе составлял 70 171 USD, на семью — 2 005 USD. Среднестатистический заработок мужчины был 46 962 USD против 28 985 USD для женщины. Доход на душу населения составлял 25 374 USD. Около 2,90 % семей и 4,10 % общего населения находились ниже черты бедности, в том числе — 4,50 % молодёжи (тех, кому ещё не исполнилось 18 лет) и 6,00 % тех, кому было уже больше 65 лет.